# Aage Larsen
Aage Ernst Larsen (3 de agosto de 1923-31 de octubre de 2016) fue un deportista danés que compitió en remo.
Participó en dos Juegos Olímpicos de Verano en los años 1948 y 1952, obteniendo una medalla de plata en Londres 1948 en la prueba de doble scull. Ganó dos medallas de oro en el Campeonato Europeo de Remo, en los años 1949 y 1950.

## Palmarés internacional
| Juegos Olímpicos   | Juegos Olímpicos         | Juegos Olímpicos | Juegos Olímpicos |
| Año                | Lugar                    | Medalla          | Prueba           |
| ------------------ | ------------------------ | ---------------- | ---------------- |
| 1948               | Londres (Reino Unido)    | Medalla de plata | Doble scull      |
| Campeonato Europeo |                          |                  |                  |
| Año                | Lugar                    | Medalla          | Prueba           |
| 1949               | Ámsterdam (Países Bajos) | Medalla de oro   | Doble scull      |
| 1950               | Milán (Italia)           | Medalla de oro   | Doble scull      |